# Айрум
Айру́м (арм. Այրում) — город на севере Тавушской области Армении.

## Этимология
По некоторым данным название города означает «выходцы из Рума», то есть (бывшей) Византии..

## География
Город находится у подножия хребта Гугарац, в 18 км к западу от Ноемберяна, 28 км к северо-востоку от Алаверди соседнего марза Лори и в 13 км к юго-востоку от грузинского города Садахло. Город расположен на берегу реки Дебед на железной дороге и автотрассе Ереван-Тбилиси.
В Айруме растут высококачественные персики, они наряду с ноемберянскими являются самыми качественными на территории Армении.

## История
Айрум с 1960 года являлся посёлком городского типа. После административной реформы в Армении вновь получил статус села, с 4.07.2006 город.
В окрестностях села были найдены следы поселения бронзового века — зернохранилища, статуэтки.

## Население
По данным «Кавказского календаря» на 1912 год в селе Айрум Борчалинского уезда Тифлисской губернии проживало 360 человек, в основном азербайджанцев, указанных как «татары».
Динамика населения Айрума показана в таблице.
| Год       | 1926 | 1939 | 1959 | 1979 | 2001 | 2008 | 2017 |
| Население | 46   | 100  | 282  | 2252 | 2190 | 2381 | 2405 |

Среди населения — потомки приехавших из окрестностей Еревана, России, соседнего села Арчис.

## Экономика
Основная часть населения работает в строительстве, на консервном заводе и в железнодорожном хозяйстве. Консервный завод специализируется на переработке фруктов, в 1980-х гг. он являлся вторым по величине в республике.
Близ одного из соседних сёл — Техут расположено крупное медно-молибденовое месторождение — Техутское. Запасы медно-молибденовой руды на месторождении составляют около 450 млн тонн. В данный момент месторождение в стадии разработки.

## Железная дорога
Айрум является единственным действующим железнодорожным межгосударственным пунктом и соответственно все железнодорожные перевозки из Армении в другие страны осуществляются через станцию Айрум и дальше в Грузию. Пассажирское движение представлено одним пригородным поездом Гюмри — Айрум, поездом дальнего следования Ереван — Тбилиси и летним поездом Ереван — Батуми.